# María del Coro Arizmendi
María del Coro Arizmendi Arriaga (Ciudad de México, 16 de febrero de 1963) es una científica, bióloga y ornitóloga mexicana, experta en ecología, evolución y conservación de aves. En 2020, la Universidad Nacional Autónoma de México (UNAM) la designó directora de la Facultad de Estudios Superiores Iztacala en el período del 2020 al 2024,puesto en el que permaneció para un segundo período que terminará en 2028.

## Trayectoria
Estudió biología en la Facultad de Ciencias de la UNAM, donde se graduó en 1987. Realizó estudios de posgrado en el Centro de Ecología de la misma universidad. Su investigación doctoral, concluida en 1994, se orientó al estudio de las interacciones ecológicas múltiples entre colibríes, plantas y un ave paseriforme, de nombre científico es Diglossa baritula.
Es profesora titular "C de tiempo completo" en la Facultad de Estudios Superiores Iztacala, y pertenece al Sistema Nacional de Investigadores (SNI). Como universitaria, trabajó como responsable del Laboratorio de Ecología de la Unidad de Biología, Tecnología y Prototipos; entre 2010 y 2017 coordinó el Posgrado de Ciencias Biológicas de la UNAM; fue secretaria técnica de la Secretaría de Desarrollo Institucional de la UNAM y estuvo al frente de la Coordinación Universitaria para la Sustentabilidad de 2019 a 2020.

### Jardines para colibríes
En 2014, impulsó la creación de jardines para colibríes en la UNAM, inaugurando el primero en Iztapalapa. Los jardines incluyen estaciones de monitoreo de estas aves para supervisar el estado de sus poblaciones, proyecto en colaboración con instituciones de Estados Unidos y Canadá.Desde entonces, el proyecto ha sido replicado por otras organizaciones y colectivos, de manera que suman más de 150 jardines para colibríes en la Ciudad de México.

## Reconocimientos
En 2018, recibió el Reconocimiento Sor Juana Inés de la Cruz, premio otorgado por la UNAM, por su labor científica.Desde 2020, forma parte del Catálogo de investigadores en México Ciencias Biológicas.

## Publicaciones
1. Arizmendi y Berlanga. 2014. Colibríes de México y Norteamérica. CONABIO.
2. H. Berlanga, J. A. Kennedy, T. D. Rich, M. C. Arizmendi, C. J. Beardmore, P. J. Blancher,  G. S. Butcher, A. R. Couturier, A. A. Dayer, D. W. Demarest, W. E. Easton, M. Gustafson,  E. Iñigo-Elias, E. A. Krebs, A. O. Panjabi, V. Rodriguez Contreras, K. V. Rosenberg,  J. M. Ruth, E. Santana Castellón, R. Ma. Vidal, and T. Will. 2010. Conservando a nuestras aves compartidas: la visión trinacional de Compañeros en Vuelo para la conservación de las aves terrestres. Cornell Lab of Ornithology: Ithaca, NY.
3. Arizmendi y Valiente-Banuet. 2005. Aves de la Reserva de la Biosfera Tehuacán-Cuicatlán. UNAM-CONABIO.
4. Arizmendi y Márquez. 2000. AICAs: Áreas de importancia para la conservación de las aves en México. CONABIO.
5. Arizmendi, M.C. y L. Márquez-Valdelamar. 2000. Áreas de Importancia para la Conservación de las Aves en México. CIPAMEX-Fondo Mexicano para la Conservación de la Naturaleza. México 404 p.